# Rue La Fayette (Nantes)
Pour les articles homonymes, voir Rue La Fayette.
La rue La Fayette est une voie de Nantes, en France.

## Situation et accès
Située dans le centre-ville de Nantes, la rue La Fayette, qui relie la place des Volontaires-de-la-Défense-Passive à la place Aristide-Briand, est bitumée et ouverte à la circulation automobile en sens unique. Sur son côté ouest elle rencontre la rue Dugommier.

## Origine du nom
Le nom de la voie, qui lui est attribué le 29 septembre 1830, rend hommage à Gilbert du Motier de La Fayette (1757-1834), qui joue un rôle décisif dans la guerre d'indépendance des États-Unis, avant de devenir une personnalité de la Révolution française. 

## Historique
Elle suit l'évolution de l'actuelle place Aristide-Briand qui voit son urbanisation s'amorcer dans les années 1830-1840. Cette artère qu a porté le nom de « rue de Berry ». prend sa dénomination actuelle le 29 septembre 1830.
C'est sur les terrains situés sur le côté est de la voie que se trouvait le « jardin des Apothicaires », propriété de la ville depuis la Révolution et sur lesquels est construit, notamment, le lycée Jules-Verne, entre 1878 et 1880.
Dans la première moitié du XXe siècle, la voie est une « rue cossue », bordée de commerces de standing et de banques. En 1910, l'enseigne commerciale « À Réaumur », fondée en 1897 à Paris par l'industriel Jean-Baptiste Gobert-Martin, implante une succursale au no 10 de la rue La Fayette. En 1957, quatre ans avant la disparition de la chaîne de magasins, l'immeuble est vendu aux « Grands magasins Georges Braun et Cie ». La ville de Nantes en fait l'acquisition en 1960, et y installe un gymnase, baptisé « Armand-Coidelle » siège du club de gymnastique La Nantaise, pour remplacer celui de la rue Moquechien.

## Bâtiments remarquables et lieux de mémoire
Au no 14 de la rue se trouve la succursale de la Banque de France, due à l'architecte nantais Jules Montfort, 2e grand prix de Rome en 1868, chez qui le futur architecte de la ville Étienne Coutan fait son apprentissage.